# Mycalesis janardana
Mycalesis janardana är en fjärilsart som beskrevs av Moore 1857. Mycalesis janardana ingår i släktet Mycalesis och familjen praktfjärilar. IUCN kategoriserar arten globalt som livskraftig. Inga underarter finns listade i Catalogue of Life.

## Bildgalleri

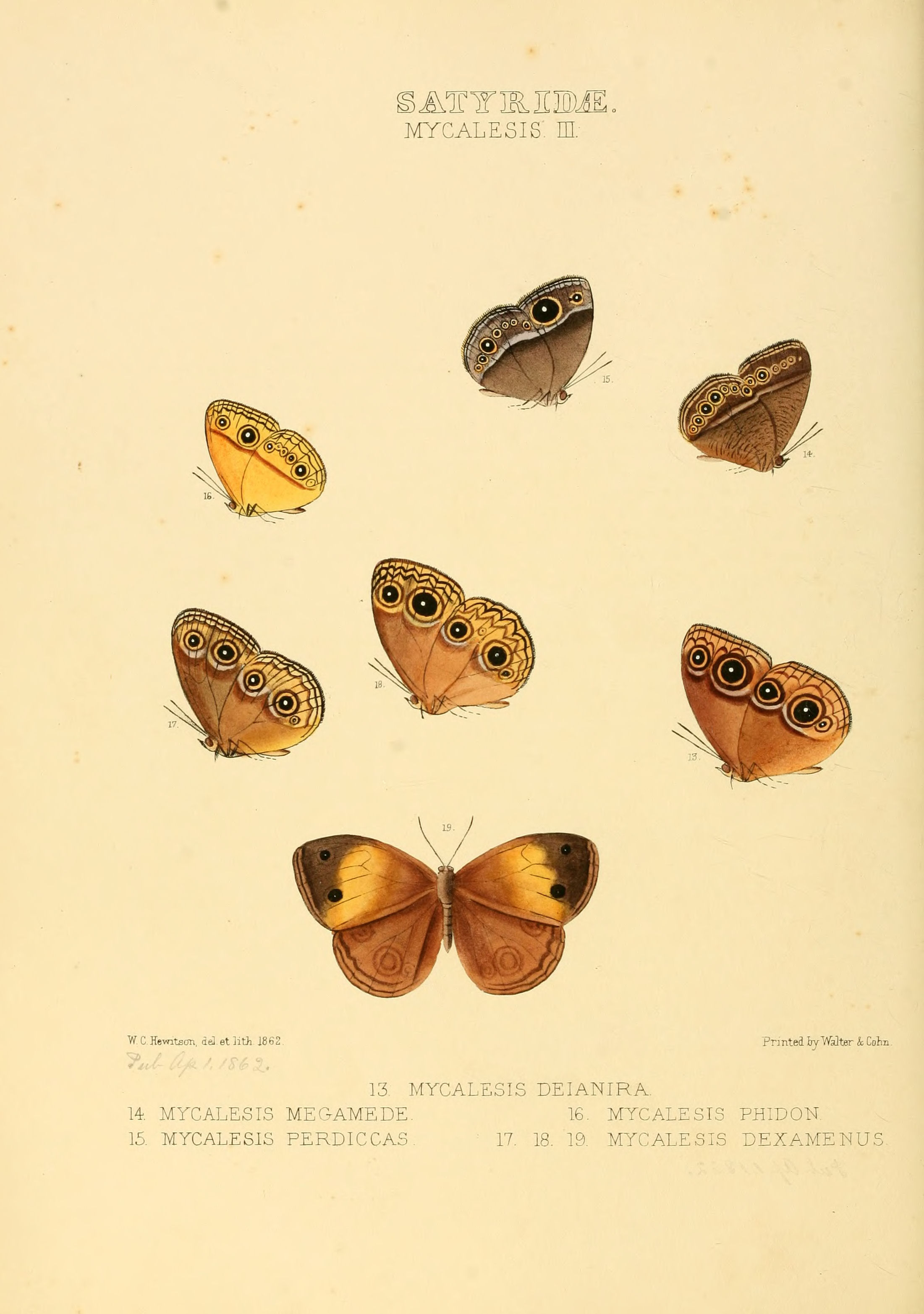